# Coelius Sedulius
Coelus Sedulius (5. század első fele) latin keresztény költő.

## Élete és művei
Caelius kezdetben világi költő volt, majd Carmen paschale című költeményében megénekelte Jézus életét 5 könyvben, különös tekintettel csodáira. A mű sokkal szabadabb modorban készült Juvencus hasonló alkotásánál: az evangéliumok elbeszélését jórészt ismertnek tételezi fel, és inkább a tényeken érzett benyomásainak és elmélkedéseinek ad kifejezést. Éppen ezért Juvencus művénél nagyobb az eredetisége és elevensége; leírásainak festői szemlélhetőségében Vergilius tanítványa. 
Sedulius költeményét később prózában is feldolgozta Paschale opus címmel, és számos kiegészítéssel. Írt még egy elégiát az Ó- és Újszövetség tipikus vonatkozásairól csupa epanalepsisben, továbbá egy alfabetikus himnuszt A solis ortus cardine címmel. Alkotását a bensőséges érzelmesség jellemzi, illetve a szóhangsúlynak és a versütemnek csaknem szabályszerű összeesése és a rímek bőséges használata.

## Művei magyarul
- Caelius Sedulius üdvözlése az Isten Anyjához In: Babits Mihály: Amor Sanctus – A középkor latin himnuszai, Magyar Szemle Társaság, Budapest, 1933, 68–70. o.
- Himnuszok In: Sík Sándor: Himnuszok könyve, Szent István Társulat, Budapest, 1943, 119–125. o.